# رجل العنكبوت الخارق
رجل العنكبوت الخارق هي سلسلة مصورة للأبطال الخارقين نشرتها شركة مارفل كومكس والتي استمرت بين يناير 2013 وسبتمبر 2014. ألفها الكاتب دان سلوت، ورسم شخصياتها الفنان ريان ستيجمان بالتعاون مع كلٍ من هومبيرتو راموس ووجوزيبي كامونكولي. تستكمل السلسة أحداث قصة 2012 "رغبة الموت"، حيث يُقتل بيتر باركر ويُستبدل بخصمه أوتو أوكتافيوس، الذي تمتزج روحه مع روح باركر ويتركه ليموت في جسده المتحلل لضمان بقائه على قيد الحياة. وبهذا، أصبح أوكتافيوس نفسهِ مستوحى من أمنية باركر الأخيرة قبل موتهِ في وجود رجل عنكبوت جديد يحمي مدينة نيويورك، ويقرر أن يتولى المسئوليّة ليصبح "رجل العنكبوت الخارق".